# Epoetina Alfa
La eritropoyetina humana recombinante alfa (rhEpo-alfa) es un fármaco biotecnológico, análogo de la eritropoyetina humana. La acción de la epoetina alfa es la misma de la hormona natural, aumenta la proliferación y maduración de la línea eritroide en tejidos hematopoyéticos.
Este medicamento se indica como terapia de reemplazo de la hormona natural en pacientes con insuficiencia renal terminal. Adicionalmente, se prescribe en pacientes con anemia crónica, en conjunto con una adecuada ingesta de hierro, es efectiva en el tratamiento en anemia asociada con cirugía, cáncer, SIDA, quimioterapia y condiciones inflamatorias crónicas, con pobre respuesta a otras medidas antianémicas. La epoetina alfa es la eritropoyetina recombinante más utilizada terapéuticamente, comparado con la epoetina beta y theta. .

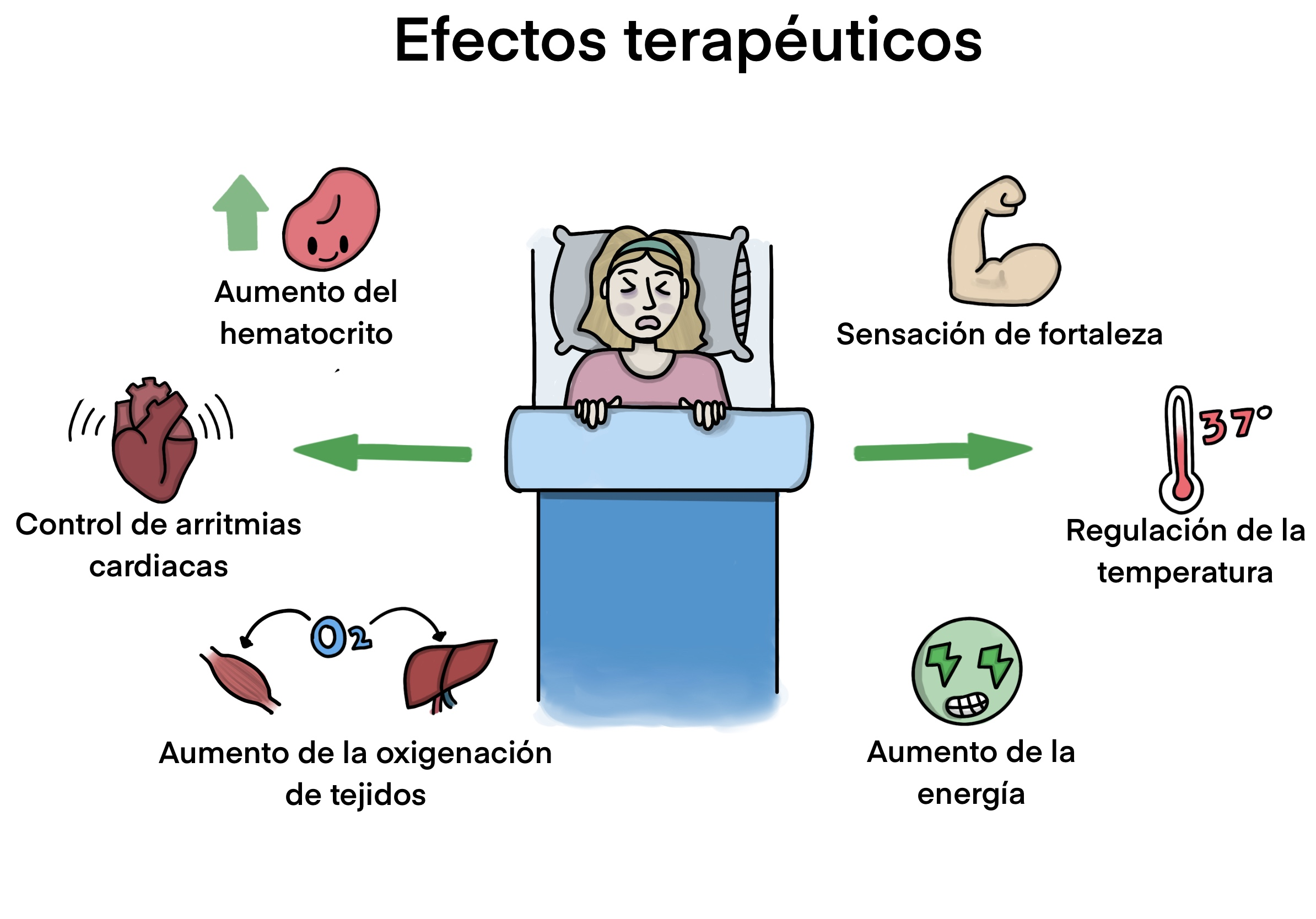
Efectos de la terapia con eritropoyetina alfa

## Historia
La eritropoyetina (EPO) es una hormona glicoproteica esencial para la producción de glóbulos rojos en respuesta a niveles bajos de oxígeno. Fue aislada de la orina de pacientes anémicos en 1977.  En 1983, se clonó el gen de la eritropoyetina permitiendo el desarrollo de la EPO humana recombinante (rHuEPO) en células de ovario de hámster chino (CHO por su siglas en inglés, “Chinese hamster ovary cells”). La patente de epoetina alfa expiró en Europa en 2004, y a partir de este momento empezó la producción de fármacos biosimilares a la epoetina alfa. 
La evolución de las terapias con EPO vio la creación de medicamentos de nueva generación como la darbepoetina alfa y la epoetina beta pegilada, diseñados para extender la vida media del fármaco y reducir la frecuencia de dosis. Darbepoetina alfa (Aranesp), desarrollada por Amgen, y metoxi polietilenglicol epoetina beta (Mircera) de Roche, enfrentaron importantes disputas de patentes en los EE. UU.

## Farmacocinética
Las formas convencionales de rhEpo, epoetina alfa, se producen en células CHO transfectadas con el gen Epo humano. Estas epoetinas son idénticas a la Epo humana endógena en su núcleo peptídico de 165 aminoácidos y sitios de glicosilación, pero presentan diferencias en la composición de los N-glicanos. (Ver farmacocinética)

### Vías de administración
En adultos la epoetina alfa está disponible en forma inyectable para administración: 
- Intravenosa (IV)
- Subcutánea (SC)

Este medicamento se presenta en una solución isotónica de cloruro de sodio y citrato de sodio, y se ofrece como un líquido estéril, transparente e incoloro en viales. Las formulaciones pueden incluir albúmina humana, ácido cítrico, fosfato sódico dibásico anhidro, fosfato sódico monobásico monohidratado y agua. Los viales se encuentran en presentaciones de dosis única o múltiple, y los viales de dosis múltiple contienen alcohol bencílico como conservante.

### Absorción
La epoetina alfa, cuando se administra por vía subcutánea, alcanza concentraciones séricas máximas en aproximadamente 24 horas. La biodisponibilidad es del 42% en neonatos prematuros y del 36% en adultos. El tiempo para alcanzar el pico sérico en pacientes pediátricos mayores de 1 mes y adultos con enfermedad renal crónica es de 5 a 24 horas por vía subcutánea. 

### Distribución
El volumen de distribución de la epoetina alfa es de aproximadamente 3 a 9 litros. Debido a su gran tamaño molecular, la epoetina alfa se confina al compartimento plasmático. Se concentra en el hígado, los riñones y la médula ósea. En adultos, el volumen de distribución es similar al volumen plasmático extracelular, mientras que en neonatos prematuros se informa que es mayor en función del peso corporal.
La eritropoyetina (EPO) no atraviesa la placenta humana. Esta característica permite el uso de eritropoyetina humana recombinante (rHuEPO) para tratar la anemia en mujeres embarazadas sin riesgo de exposición al feto. 
Estudios en modelos de roedores han demostrado que la EPO y sus receptores (EPO-R) se expresan en las capilares de la interfaz cerebro-periférica. La administración sistémica de epoetina alfa ha mostrado la capacidad de cruzar la barrera hematoencefálica (BHE), lo cual fue confirmado mediante la detección de epoetina alfa biotinilada en secciones cerebrales de rata, tras la inyección intraperitoneal. Cinco horas después de la inyección, se observó epoetina alfa alrededor de los capilares y extendiéndose en el parénquima cerebral, mientras que a las 17 horas, la epoetina alfa se encontraba dispersa alrededor de las neuronas. Estos hallazgos sugieren una translocación activa de la epoetina alfa a través de la BHE, indicando que las neuronas podrían ser el objetivo terapéutico dentro del cerebro. 

### Metabolismo y metabolitos
El sitio principal del metabolismo de la epoetina alfa no está bien definido y no ha sido estudiado en profundidad. Se plantea la hipótesis de que la mayor parte de su metabolismo ocurre a través de la captación y degradación mediada por el receptor de eritropoyetina, mientras que el metabolismo hepático contribuye mínimamente a su degradación.

### Excreción
En adultos con enfermedad renal crónica, la semivida de la epoetina alfa por vía intravenosa (IV) es de 4 a 13 horas, mientras que en casos de cáncer, la semivida por vía subcutánea varía entre 16 y 67 horas. En lactantes, niños y adolescentes con enfermedad renal crónica, la semivida IV de la epoetina alfa también es de 4 a 13 horas. En neonatos, se observa una cinética no lineal con dosis altas de epoetina alfa. En la anemia del prematuro, para neonatos con una edad postmenstrual (PMA) de menos de 32 semanas y un peso de 800 ± 206 gramos, la semivida es de 8,1 ± 2,7 horas por vía IV y de 7,1 ± 4,1 horas por vía subcutánea. Para aquellos con una PMA de 32 semanas o más y un peso de 1330 a 1740 gramos, la semivida subcutánea mediana es de 7,9 horas (rango: 5,6 a 19,4 horas). En casos de encefalopatía isquémica/hipóxica (EHI) en neonatos con una edad gestacional de 36 semanas o más, la semivida IV varía según la dosis: 7,6 ± 6,9 horas para 250 unidades/kg, 7,2 ± 1,9 horas para 500 unidades/kg, 15 ± 4,5 horas para 1000 unidades/kg, y 18,7 ± 4,7 horas para 2500 unidades/kg..
En pacientes que padecen enfermedad renal crónica, la semivida de eliminación de la epoetina alfa varía entre 4 y 13 horas después de la administración intravenosa. Sin embargo, en pacientes con anemia asociada al cáncer, la semivida de eliminación es significativamente más prolongada, extendiéndose entre 16 y 67 horas después de la administración subcutánea. Esta variabilidad en la semivida de eliminación puede deberse a diferencias en el estado de salud del paciente y la gravedad de la enfermedad, lo que puede afectar la farmacocinética del medicamento.

## Farmacodinámica

### Mecanismo de Acción
La epoetina alfa es estructuralmente idéntica a la eritropoyetina humana endógena y actúa de la misma manera. La eritropoyetina, una hormona endocrina, se sintetiza en los fibroblastos intersticiales peritubulares de los riñones. Durante la hipoxia tisular, el factor inducible por hipoxia 1 (HIF-1), que consta de las subunidades HIF-1α y HIF-1β, estimula la expresión de eritropoyetina. En presencia de oxígeno, el HIF-1α se degrada, pero bajo condiciones hipóxicas, el dominio prolil hidroxilasa del HIF-1α se inactiva, lo que permite su acumulación. Esta acumulación facilita la entrada de HIF-1α en el núcleo celular, donde se dimeriza con HIF-1β y se une a la región del elemento de respuesta a la hipoxia del ADN, regulando positivamente la transcripción de la eritropoyetina.
La epoetina alfa induce la eritropoyesis al estimular la división y diferenciación de las células progenitoras eritroides comprometidas, lo que resulta en la liberación de reticulocitos de la médula ósea al torrente sanguíneo, donde maduran hasta convertirse en eritrocitos. Existe una relación dosis-respuesta con este efecto, que se traduce en un aumento en el recuento de reticulocitos, seguido de un incremento en los niveles de hematocrito y hemoglobina. La unión de la epoetina alfa a los receptores de las células progenitoras eritrocíticas en la médula ósea desencadena una cascada de señalización intracelular a través de la vía JAK2/STAT5, que principalmente previene la apoptosis, permitiendo la proliferación y diferenciación de las células eritrogénicas. 
También, se ha asociado a funciones no eritroides, según diferentes estudios en tejidos embrionarios y adultos de ratones, actúa en diferentes células y tejidos como: Los astrocitos, que muestran menos muerte celular apoptótica. Los cardiomiocitos y células endoteliales tienen un efecto mitogénico, con estas últimas también involucradas en la síntesis de endotelina-1 y la respuesta angiogénica. Los megacariocitos maduran, y las células mesangiales y mieloides proliferan in vitro, con las mieloides también inmunomodulándose. Las neuronas tienen efectos tróficos y aumentan las monoaminas, con menos muerte celular apoptótica. Las células renales y epiteliales de la próstata experimentan mitogénesis, y las musculares lisas vasculares se contraen.

### Efectos
Después de la administración de epoetina alfa, se observa un incremento en el recuento de reticulocitos después de 10 días, seguido de una disminución gradual a medida que estas células se convierten en eritrocitos maduros. Posteriormente, se observa un aumento en los niveles de hemoglobina y hematocrito, los cuales alcanzan su pico entre 2 y 6 semanas después de la administración, dependiendo de la dosis administrada. 

### Interacciones
Ver Interacción farmacológica
A continuación, se pueden observar las interacciones más importantes 
| Fármacos que interaccionan con Epoetina Alfa | |
| Fármaco                                      | Resultados de la interacción |
| Lovotibeglogene Autotemcel                   | Efecto: Disminuye el efecto terapéutico de Lovotibeglogene Autotemcel. Importancia: Se debe evitar el uso concomitante, y se debe eliminar de la prescripción médica. Mecanismo: No se indica el mecanismo de esta interacción, pero es probable que se deba a la preocupación de que estos agentes puedan interferir con el proceso de movilización. |
| Vadadustat                                   | Efecto: Potenciar el efecto adverso/tóxico de los agentes estimulantes de la eritropoyesis. Importancia: Se debe evitar el uso concomitante, y se debe eliminar de la prescripción médica. Mecanismo de esta interacción probablemente sea la preocupación por aumentos de Hb demasiado grandes o demasiado rápidos, que pueden aumentar los riesgos de muerte, infarto de miocardio, accidente cerebrovascular, tromboembolismo venoso y trombosis del acceso vascular. |
| Roxadustat                                   | Efecto: potenciar el efecto adverso/tóxico de los agentes estimulantes de la eritropoyesis. Importancia: Se debe evitar el uso concomitante, y se debe eliminar de la prescripción médica. Mecanismo de esta interacción se debe a riesgos aditivos y desconocidos de estimulación mejorada o aumentada de la eritropoyesis |
|                                              | |

Estas clasificaciones son solo una guía. La importancia de la interacción farmacológica es particular para cada individuo. Siempre consulte a su médico antes de consumir cualquier medicamento.

## Uso clínico

### Indicaciones

#### Anemia secundaria por Enfermedad Renal Crónica (ERC)
La administración de epoetina alfa en pacientes con insuficiencia renal crónica ha demostrado generar aumentos significativos tanto en los niveles de hemoglobina (más de 3 g/dL) como en el hematocrito (más de 9%), según estudios analizados. Estos incrementos, que pueden llegar hasta un 40% a 50% respecto a los valores iniciales, son clínicamente relevantes y contribuyen de manera sustancial a mejorar la calidad de vida de los pacientes. Los beneficios se extienden a diversas áreas funcionales y psicológicas: el puntaje promedio del Karnofsky Performance Scale (KPS) aumentó aproximadamente en 8.46 puntos, reflejando mejoras significativos en la capacidad funcional y la independencia. Además, en el Kidney Disease Questionnaire (KDQ), se observaron mejoras en dimensiones como la salud física, la fatiga, las relaciones personales y la depresión, indicando una mejora general en la salud física y mental. Por último, el Sickness Impact Profile (SIP) mostró una reducción notable en el impacto global de la enfermedad, tanto en sus dimensiones físicas como psicológicas, lo cual sugiere una disminución en la percepción de limitaciones causadas por la enfermedad y una mejora en la calidad de vida percibida por los pacientes.

#### Quimioterapia
En este siglo, estudios clínicos han encontrado la eficacia de la epoetina alfa en pacientes con cáncer sometidos a quimioterapia. En estos estudios controlados se ha demostrado que la epoetina alfa aumenta significativamente los niveles de hemoglobina, con un incremento promedio de 2.2 g/dL en comparación con 0.5 g/dL en el grupo placebo (P < .001). Esta mejora hematológica se acompaña de una reducción notable en la necesidad de transfusiones de sangre, con una proporción significativamente menor de pacientes transfundidos en el grupo tratado (24.7% vs. 39.5%, P = 0.0057).
La epoetina alfa ha demostrado beneficios en la calidad de vida de estos pacientes. Los estudios han encontrado mejoras significativas en medidas específicas como FACT-G y CLAS (cuestionarios realizados para ver la calidad de vida del paciente con cáncer), indicativas de una mejoría en la capacidad funcional y la fatiga relacionada con la enfermedad. Estos hallazgos sugieren que mantener niveles óptimos de hemoglobina con epoetina alfa no solo puede reducir las complicaciones asociadas a la anemia, como las transfusiones, sino también mejorar aspectos fundamentales de la calidad de vida en pacientes oncológicos bajo tratamiento quimioterápico.

#### VIH
La terapia con r-HuEPO ha demostrado ser una intervención efectiva y segura para tratar la anemia en pacientes con SIDA que reciben zidovudina y presentan niveles séricos de eritropoyetina endógena menores o iguales a 500 UI/L. Estudios combinados han confirmado que esta terapia puede reducir significativamente la necesidad de transfusiones en aproximadamente 2 unidades promedio durante un período de 3 meses, y aumentar el hematocrito en aproximadamente 4 puntos porcentuales. Estos resultados son cruciales en un contexto donde la anemia es prevalente y la terapia con zidovudina puede agravarla.
Por otro lado, en pacientes con niveles más altos de eritropoyetina sérica (> 500 UI/L), la terapia con r-HuEPO no ha mostrado mejoras claras en los parámetros hematológicos, destacando la importancia de individualizar el tratamiento según los niveles basales de eritropoyetina. Esto sugiere la necesidad de explorar dosis más altas para optimizar la respuesta en estos pacientes. Estos hallazgos respaldan la recomendación de iniciar r-HuEPO en dosis estándar (100 U/kg tres veces por semana) en pacientes con niveles bajos de eritropoyetina, mientras se investigan estrategias de dosificación adecuadas para aquellos con niveles más altos.

#### Alternativa para pacientes que rechazan transfusiones de glóbulos rojos
La información sobre el uso de eritropoyetina (EPO) en el tratamiento de la anemia aguda en pacientes no transfundidos es limitada y variada. Se han reportado mejoras modestas en los niveles de hemoglobina (Hgb) en contextos específicos, como pacientes posquirúrgicos y aquellos con hemorragia gastrointestinal que no recibieron transfusiones. Sin embargo, la respuesta al tratamiento con eritropoyetina no mostró una clara relación dosis-dependiente con dosis superiores a 40,000 unidades semanales en pacientes de cuidados intensivos.
Los informes de casos han mencionado recuperaciones rápidas de hemoglobina en pacientes tratados con dosis altas de eritropoyetina, pero estos resultados deben interpretarse con cautela debido a posibles sesgos de publicación y la ausencia de controles adecuados. La decisión de utilizar eritropoyetina en pacientes no transfundidos debe basarse en una evaluación exhaustiva de riesgos y beneficios, considerando tanto la posible mejora en la recuperación de hemoglobina como los potenciales riesgos, como eventos tromboembólicos observados en algunos estudios revisados.

### Efectos Adversos
Para la evaluación de las reacciones adversas (RAM) se tendrán en cuenta los criterios de la CIOSM.

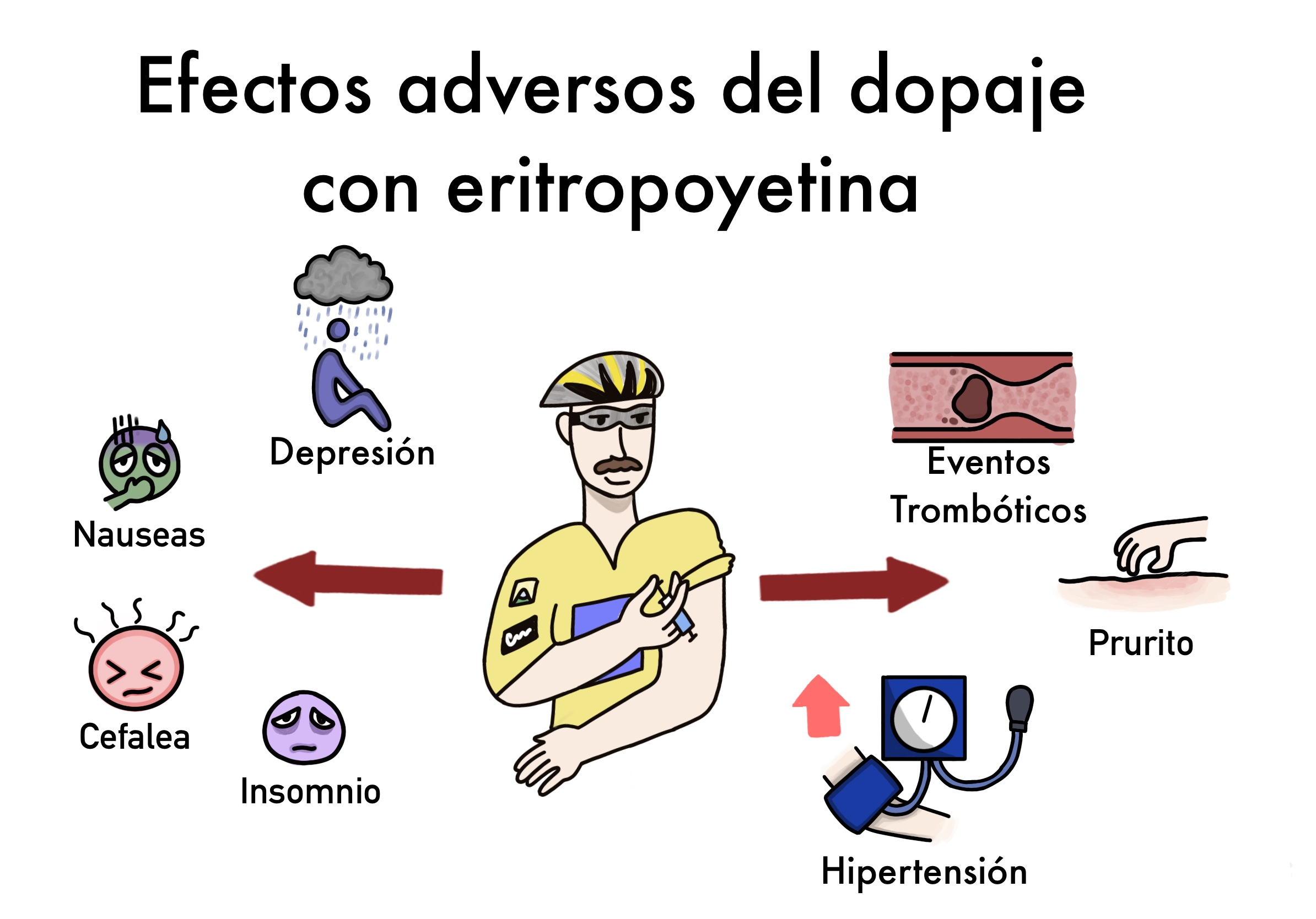
Efectos adversos del dopaje con eritropoyetina

A continuación, se describen algunos efectos adversos. 
| Reacciones adversas a Epoetina Alfa |                       |                                                                                                  |
| Sistema implicado                   | Grupo CIOSM           | Tipo de reacción                                                                                 |
| Sistema nervioso central            | Frecuentes (1-10%)    | Cefalea. mareos, despresión e insomnio                                                           |
| Cardiovascular                      | Frecuentes (1-10%)    | Hipertensión, edema, Trombosis venosa profunda, Trombosis del acceso vascular para hemodiálisis. |
| Gastrointestinal                    | Frecuentes (1-10%)    | Náuseas, vómitos, estomatitis y disfagia.                                                        |
| Dermatológicos                      | Infrecuentes (0.1-1%) | Pruritos, erupción cutánea y urticaria                                                           |
| Hematológicos y oncológicos         | Infrecuentes (0.1-1%) | Leucopenia                                                                                       |
| Neuromuscular y esquelético         | Infrecuentes (0.1-1%) | Irritación en el lugar de la inyección                                                           |
| Local                               | Infrecuentes (0.1-1%) | Anafilaxia                                                                                       |
| Endocrino y metabólico              | Infrecuentes (0.1-1%) | Perdida de peso, hiperglucemia e hipocalcemia                                                    |

Consultar a médico por si aparece algún efecto adverso.

### Contraindicaciones
El uso de epoetina alfa en pacientes no transfundidos debe ser evaluado con precaución, considerando diversas contraindicaciones. Estas incluyen reacciones alérgicas graves a epoetina alfa o sus componentes, hipertensión no controlada, aplasia pura de glóbulos rojos (PRCA) inducida por epoetina alfa u otros agentes similares, y la presencia de alcohol bencílico en viales multidosis, contraindicado en pacientes con tratamiento antitrombótico o enfermedad vascular grave como coronaria, arterial periférica, carotídea o cerebral.
Durante el embarazo, el uso de eritropoyetina alfa recombinante debe ser considerado cuidadosamente. Aunque estudios in vitro sugieren que la eritropoyetina recombinante no atraviesa la placenta humana, se han reportado casos de efectos adversos como polihidramnios y retraso del crecimiento intrauterino en mujeres con enfermedad renal crónica tratadas con este medicamento. Se ha utilizado para tratar anemia por deficiencia de hierro grave asociada al embarazo y en mujeres con anemia por deficiencia de hierro relacionada con enfermedad renal crónica.
Para mujeres lactantes, la eritropoyetina endógena está presente en la leche materna, aunque no está claro si la eritropoyetina alfa recombinante también lo está. Se recomienda precaución con la formulación de dosis única durante la lactancia, mientras que los viales multidosis con alcohol bencílico están contraindicados. Estudios han demostrado que la administración enteral de eritropoyetina recombinante a recién nacidos, mezclada con leche materna o fórmula infantil, no aumenta significativamente las concentraciones séricas de EPO, sugiriendo un riesgo bajo para el lactante en caso de exposición a esta sustancia a través de la leche materna. 

### Presentaciones
Es una solución inyectable debido a que todas sus vías de administración son parenterales. Se debe conservar en lugares secos y a una temperatura ambiente.
- EPREX 1.000 UI/0,5 ml solución inyectable en jeringa precargada.
- EPREX 2.000 UI/0,5 ml solución inyectable en jeringa precargada.
- EPREX 3.000 UI/0,3 ml solución inyectable en jeringa precargada.
- EPREX 4.000 UI/0,4 ml solución inyectable en jeringa precargada.
- EPREX 10.000 UI/1,0 ml solución inyectable en jeringa precargada.
- EPREX 40.000 UI/ml solución inyectable en jeringa precargada.

## Uso veterinario
Se ha desarrollado EPO canina recombinante y EPO felina recombinante, aunque actualmente no están disponibles comercialmente. La EPO canina recombinante ha demostrado estimular la producción de eritrocitos en perros clínicamente normales sin los riesgos de aplasia de glóbulos rojos asociados con la rHuEPO. Se han realizado pequeños ensayos clínicos en perros y gatos de propiedad privada con anemia no regenerativa secundaria a insuficiencia renal crónica para evaluar la seguridad y eficacia de estas terapias, y se están preparando manuscritos que detallan los resultados de estos estudios.
Además, se ha investigado la terapia génica con EPO felina, donde el gen de la EPO felina se ha insertado en un virus adeno-asociado humano no patógeno tipo 2. En gatos sanos, la inyección de diferentes dosis de este vector en el músculo glúteo superficial condujo a la producción de EPO por parte de las células musculares, resultando en un aumento del hematocrito dependiente de la dosis. Sin embargo, las dosis necesarias para efectuar estos cambios provocaron policitemia, aunque este efecto se revirtió mediante la resección quirúrgica del músculo en la mayoría de los gatos, excepto uno, donde se sospecha que el vector pudo haberse escapado. Estudios adicionales están en curso para evaluar la inserción de un elemento regulador sensible a la doxiciclina como método para controlar la expresión de la proteína. 

## Otros usos

### Dopaje
El uso de eritropoyetina para mejorar el desempeño deportivo es castigado severamente por el comité olímpico y la unión ciclística internacional (UCI), incluso la suspensión de por vida y el retiro de todo el palmarés del deportista, ha sido utilizada en el deporte para mejorar el rendimiento mediante el aumento artificial del hematocrito y la capacidad de transporte de oxígeno, sin embargo el uso de eritropoyetina es detectable por medio de análisis sanguíneos, donde se presenta un incremento en las concentraciones del hematocrito. 
La Eritropoyetina estimula la producción de glóbulos rojos, incrementando así la cantidad de oxígeno disponible para los músculos. Esto resulta en una mejora significativa en la resistencia aeróbica, beneficiando deportes de resistencia como el ciclismo, triatlón y atletismo de fondo. Aunque inicialmente desarrollada para tratar anemias, su potencial dopante ha llevado a su prohibición en competiciones deportivas debido a los riesgos asociados, incluyendo aumento de la viscosidad sanguínea, hipertensión, y riesgos cardiovasculares como infartos y trombosis. 
El dopaje con EPO conlleva riesgos graves para los deportistas, incluyendo la posibilidad de formación de trombos que pueden llevar a infartos de miocardio, embolias pulmonares o cerebrales. El aumento del hematocrito por encima del 55% debido a la eritropoyetina aumenta la viscosidad sanguínea y el riesgo de trombosis, especialmente en arterias vitales como las coronarias o cerebrales, causando muerte súbita. Además, el uso prolongado de EPO puede estimular la proliferación de células malignas, incrementando el riesgo de desarrollar leucemia. Aunque tiene beneficios terapéuticos en ciertas condiciones médicas, sus efectos secundarios y riesgos asociados en el contexto del dopaje deportivo son extremadamente preocupantes.

## Anécdotas
Lance Armstrong, el icónico ciclista estadounidense, estuvo involucrado en uno de los mayores escándalos de dopaje en la historia del deporte. Armstrong admitió haber utilizado eritropoyetina (EPO), una práctica que formó parte de un programa de dopaje sistemático en su equipo, el US Postal Service Pro Cycling Team. Este programa tenía como objetivo mejorar su rendimiento durante competiciones de larga distancia, como el Tour de Francia. Estas revelaciones llevaron a la retirada de sus siete títulos del Tour de Francia y a una suspensión de por vida del ciclismo profesional, marcando un momento crucial en la historia del deporte y la ética antidopaje.